# El Jendek
El Jendek (en árabe: الخندق‎) es una localidad marroquí perteneciente al municipio de Beni Bu Chibet, en la región de Tánger-Tetuán-Alhucemas. Desde 1912 hasta 1956 perteneció a la zona norte del Protectorado español de Marruecos.